# Jow Kham
Jow Kham é uma cidade na província de Badaquexão, situada no nordeste do Afeganistão. Localiza-se às margens de um riacho com o mesmo nome, a uns quinze quilômetros de Eskan.